# Arhopala selymbria
Arhopala selymbria är en fjärilsart som beskrevs av Hans Fruhstorfer 1934. Arhopala selymbria ingår i släktet Arhopala och familjen juvelvingar. Inga underarter finns listade i Catalogue of Life.